# Szlovák sör
A szlovák söröket (szlovákul: pivo) legalább a XV. század óta készítik és fogyasztják. A szomszédos Csehországgal együtt nagy kultúrája van a sörfogyasztásnak és számos sörfőzde üzemel. Alkoholtartalmuk jellemzően 3,8 és 5% közötti, és hagyományosan a sűrűségükkel szokták őket jelölni, a Plato-skála alapján. Ez a sörcefrében található oldott anyagok mennyiségére utal, jellemzően a felhasznált árpamaláta mennyiségére, és közvetetten az alkoholtartalomra. A legtöbb sör 10 és 12° közötti értékkel rendelkezik. A közvélekedéssel ellentétben ennek a mérőszámnak a sör színezetéhez nincs semmi köze.
A szocializmus bukása után a legtöbb sörfőzdét privatizálták, és nagy külföldi vállalatok vették meg őket. Ma már egytől egyig a Heineken vagy a SABMiller tulajdonában vannak.

## Történelem
A történészek vélekedése szerint már a kora középkorban készítettek sört az itt élő törzsek, a betelepülő szlávok pedig átvették ezt a szokást. Ekkoriban a sör erjesztése még egyszerű módon történt és könnyűszerrel meg lehetett otthon is csinálni. A középkor során aztán a sörfőzés privilégiumá vált, melyet jellemzően a nagyobb városok lakói kaphattak meg.
A XIV-XV. században jelentősen nőtt a sörfőző helyek száma. Köszönhető ez a bányászvárosoknak (Körmöcbánya, Besztercebánya, Selmecbánya), a szepesi régió városainak (Késmárk, Lőcse), Bártfának, Eperjesnek, Kassának, valamint Trencsén, Nagyszombat és Pozsony városának. A leghíresebb sört, melyet a legenda szerint Mátyás király is felszolgáltatott az esküvőjén, Bártfán főzték. Ebben az időben szinte minden városban főztek sört, a termelés felfutásával pedig megalakultak a céhek is, az első épp 1450-ben Bártfán.
1473-ban a templomos lovagok telepedtek meg Besztercebánya környékén és hoztak létre egy sörfőzdét. Ez sikeres vállalkozásnak bizonyult, ugyanis ekkoriban virágzott a bányászat, és a bányászok gyakran még munka közben is fogyasztották az itteni sört.
A virágzás a XIX. században szűnt meg és fordult át gyors leépülésbe, különösen az 1850-ben bevezetett söradó hatására. Csak a XIX. század vége felé indult el újra a felfutás, méghozzá az ipari forradalom vívmányainak felhasználásával. A gőzgépek alkalmazása, a mesterséges hűtés bevetése és a pasztőrizálás sokat javított a sörök minőségén. Ennek köszönhetően új sörgyárak is nyíltak: Kassán 1857-ben, Nagymihályon 1867-ben, Pozsonyban 1873-ban, Szepesbélán 1877-ben, Turócszentmártonban 1893-ban, és Nyitrán 1896-ban. Termelésük eleinte nem volt jelentős, mert nem volt akkora kereslet, köszönhetően a konkurens magyar söröknek. Az összes szlovák sörfőzde együttes termelése mindössze annyi volt, mint a pilseni sörgyáré egyedü. A XX. század elején a mai Szlovákia területén kb. 40 sörfőzde létezett.
A csehszlovák időkben a szlovák sörfőzés a cseh mögött kullogott. A szocializmus idején államosítottak tizenkét sörfőzdét, melyekből létrehoztak három nagyüzemet, majd 1953-ban ez a szám nyolcra emelkedett. A sörfogyasztás nőtt, így a régi üzemeket korszerűsítették (Pozsony, Turócszentmárton, Kassa, Nagymihály, Poprád, Nyitra, Nagybiccse), igaz, volt, amiket bezártak (Galgóc, Lőcse, a pozsonyi Burgher sörfőzde, Besztercebánya), de emellett új üzemek is épültek (Nagytapolcsány 1964-ben, Rimaszombat 1966-ban, Nagysáros 1967-ben, Ógyalla 1969-ben, Besztercebánya 1971-ben, Nagyszombat 1974-ben kapott új üzemet). Az ógyallai sörgyár kapacitása 1,2 hektoliter volt, ezzel a legnagyobb szlovákiai sörgyár lett, egy mellette felépült malátaüzemmel.
Ma az öt legnagyobb sörgyár a második világháború után államosított üzemek közül kerül ki, a bezárások miatt viszont ezek közül csak négyet alapítottak 1950 előtt. Jelenleg 18 aktív ipari sörüzem működik, a kis sörfőzdék pedig felfutóban vannak.

## Nagyüzemi sörgyárak és márkák

### Ógyallai Sörgyár
1967-ben alapították, legismertebb terméke a Zlatý Bažant (Arany Fácán). Az üzem helyét gondos tervezés után választották ki, ugyanis az országban itt a legalkalmasabb a klíma, és a tengerszint feletti magasság is a komló termesztéséhez. Emellett a gyártáshoz szükséges víz is nagy mennyiségben és tisztán áll rendelkezésre. 1969-ben kezdte meg a termelést, és modern technikájával valamint jó minőségű alapanyagaival hamar nemzetközileg is népszerű lett. 1971-ben a keleti blokk országai közt elsőnek dobtak piacra dobozos sört. A szocializmus bukása után a Heineken privatizálta az üzemet 1995-ben. Az új tulajdonos más üzemeket is megvásárolt Szlovákiában és a termelést Ógyallára hozta, ami sokszor konfliktusos volt. Például a népszerű Martiner sört, amit 1893 óta Turócszentmártonban főztek, szintén áttelepítették, ami miatt a városlakók dacból nem hajlandóak Heinekent inni. Az alábbi termékeket forgalmazzák:
- Zlatý Bažant
- Kelt
- Corgoň
- Martiner
- Gemer

### Nagysárosi Sörgyár
1964-ben épült fel, és hamar az egyik legnagyobb sörexportőrré vált az országban. A felfutó termelésnek köszönhetően más területen is kipróbálták magukat, gyártottak például üdítőitalt és szponzoráltak versenyautót is. 1983-ban a termelés közel évi egymillió hektoliteres volt, amivel megközelítették az ógyallai üzemet is. A SABMiller nemzetközi cég 1997-ben vásárolta fel őket, 2007-ben pedig a Topvar sörgyárat is beléjük olvasztotta. Mivel a sörgyár a kelet-szlovákiai Nagysároson található, a cég tudatosan pozícionálja magát a keletszlovák (szlovják) identitás mentén, olyannyira, hogy a reklámkampányaik és a jelmondataik is az itteni dialektusban íródnak. Termékei:
- Topvar
- Šariš
- Smädný Mních

### Steiger Sörfőzde
Az 1473 óta működő üzemet többször kibővítették és számos tulajdonosa volt már. A termelés időről időre hol felfutott, hol visszaesett. Háborús időkben például nőtt a fogyasztás, ám a második világháború idején Jaroslav Raiman gyárigazgatót megölték, több munkást pedig letartóztattak a megszálló német csapatok. A szocializmus idején felfutott a termelés, évi 300 ezer hektoliterrel. 2004-ben vette fel a gyár a mai nevét, és lett a Steiger a vezető sörmárkájuk. 2007-ben Pozsonyból régi helyére, Vihnyére költözött vissza az üzem. Termékei:
- Steiger
- Stein
- Kachelmann
- Sitňan
- HELL 11% Svetle

### ERB Sörfőzde
Selmecbánya városában már a középkorban is 8-10 sörfőzde működött, melynek termékeit a helyi bányászok előszeretettel vásárolták. 2010-ben egy helyi bányamérnök, Eduard Rada megnyitotta a saját magáról elnevezett ERB üzemet (Eduard Rada Brewery). Kis családi vállalkozásként kezdték, sörkülönlegességek gyártásával. A gyár híres arról, hogy termékeit nem igazán exportálja külföldre, ezzel bátorítva a sörfogyasztókat, hogy látogassanak az országba és kóstolják meg itt azokat. Főbb termékei:
- ERB PALE LAGER 10%
- ERB PALE LAGER 12%
- ERB BLACK BEER 13%
- ERB WEIZEN
- NON ALCOHOLIC ERB
- ERB BRAXATORIS
- ERB VINTAGE BEER

### Urpiner Sörgyár
Besztercebányán 1501-re datálható vissza a sörfőzés felfutása, a bevándorló németek és zsidók munkájának köszönhetően. 1524-ben II. Lajos király sörfőzési privilégiumot adott a városnak. A XVII. században körülbelül 80 üzem működött. A mai modern sörfőzés 1971-ben indult be a gyár építésével, mely 2007-től működik a ma ismert formájában. Főbb termékei:
- URPÍN 89
- Urpiner Dark Nealko
- Urpiner IPL 13°
- Urpiner Classic 10°
- Urpiner Dark 11°
- Urpiner Premium 12°
- Urpiner Extra chmelený 14°
- Urpiner Exclusive 16°
- Urpiner Nealko
- Urpiner Radler
- Urpiner Radler Nealko
- Kaprál 10°
- Kaprál 11°

## Történelmi márkák
- Popper
- Palatín